# NGC 1427
NGC 1427 је елиптична галаксија у сазвежђу Пећ која се налази на NGC листи објеката дубоког неба.
Деклинација објекта је - 35° 23' 34" а ректасцензија 3h 42m 19,2s. Привидна величина (магнитуда) објекта NGC 1427 износи 10,8 а фотографска магнитуда 11,8. Налази се на удаљености од 20,925 милиона парсека од Сунца. NGC 1427 је још познат и под ознакама ESO 358-52, MCG -6-9-21, FCC 276, PGC 13609.